# Bocio multinodular tóxico
El bocio multinodular tóxico (BMN tóxico), es un trastorno de tipo metabólico, caracterizado por la aparición de nódulos en la glándula tiroides evidenciado por un aumento de volumen en la región del cuello. Se le conoce como tóxico por razón de que la glándula tiroides conserva una autonomía funcional que causa hipertiroidismo y una leve tirotoxicosis. Es responsable de un 5% de los casos de hipertiroidismo en los Estados Unidos y puede resultar hasta 10 veces más frecuente en regiones con deficiencia de yodo. Por lo general ocurre en pacientes mayores de 40 años de edad con hipertiroidismo crónico, por lo que suele tener un curso más insidioso que la enfermedad de Graves Basedow. Los pacientes ancianos suelen presentar con fibrilación auricular, palpitaciones, taquicardia, nerviosismo, temblores o pérdida de peso. 
La gammagrafía de tiroides muestra una captación heterogénea con múltiples regiones de captación aumentada intercalada con zonas de captación reducidas, los niveles de TSH están disminuidas, la T4 puede ser normal o mínimamente elevada, mientras que la concentración de T3 a menudo está aumentada en mayor proporción que la T4.
El tratamiento del bocio multinodular tóxico no siempre es fácil, aunque por lo general la combinación de antitiroideos con beta bloqueantes causan mejora de los síntomas y la función tiroidea pero a expensas de un mayor crecimiento del bocio, es decir, del tamaño de la glándula tiroides. El yodo radiactivo suele ser usado para reducir el tamaño del bocio antes de la tiroidectomía, el cual proporciona el tratamiento definitivo de la tirotoxicosis y del bocio en pacientes eutiroideos, es decir, que hayan llegado a valores normales de función tiroidea.